# Bruce Runnegar

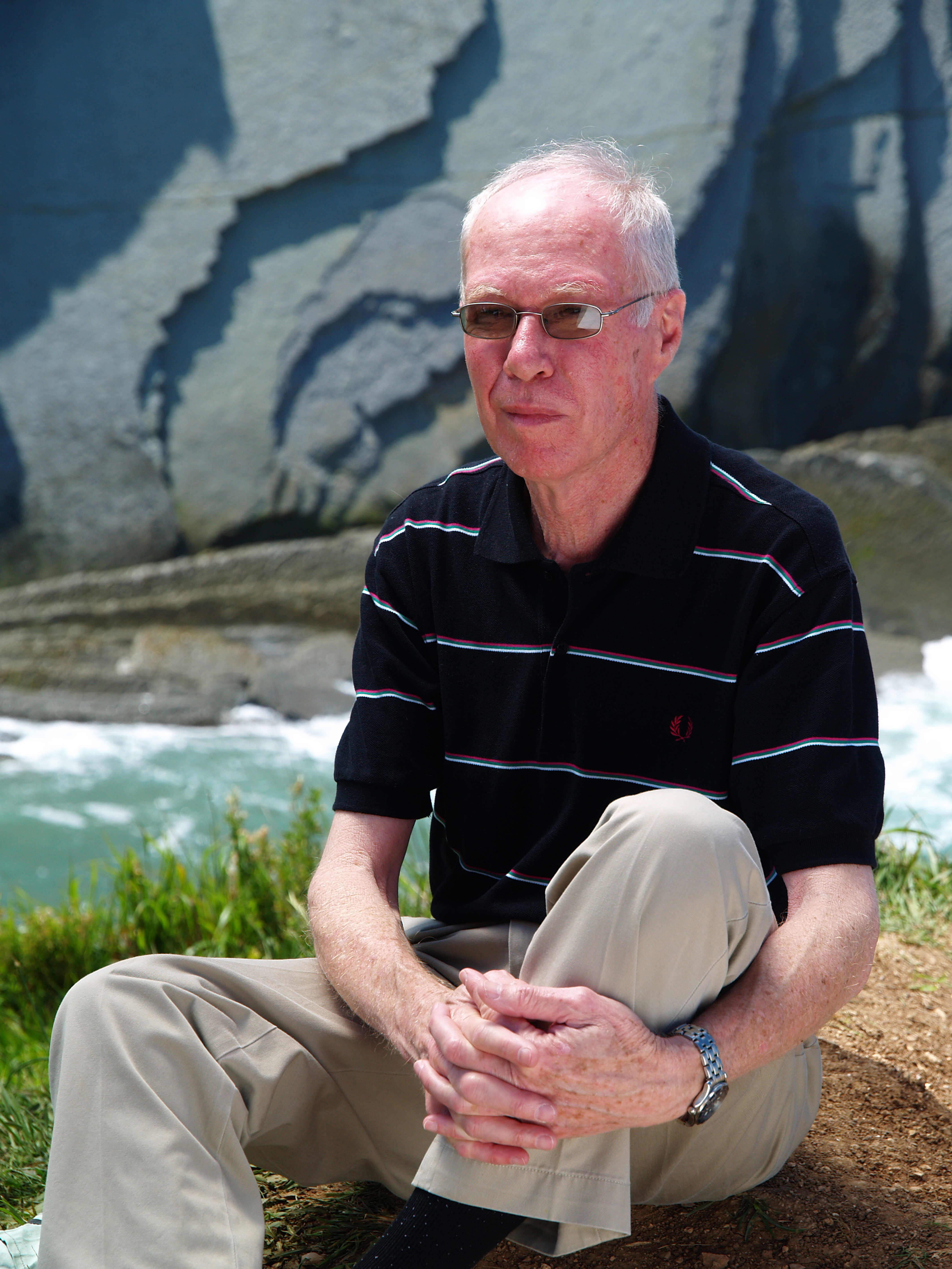
Bruce Runnegar

Bruce Norman Runnegar (* 2. Februar 1941 in Brisbane) ist ein australischer Paläontologe.

## Leben
Runnegar studierte (Bachelorabschlüsse mit first class honors 1964) und promovierte 1967 an der University of Queensland in Brisbane (Desmodont bivalves from the Permian of eastern Australia). Er lehrte ab 1968 als Lecturer an der University of New England in Armidale (New South Wales), als Professor für Geologie (ab 1974 als Associate Professor, ab 1985 als Professor mit persönlichem Lehrstuhl und ab 1983 als Leiter der Fakultät für Geologie und Geophysik) und ab 1987 an der University of California, Los Angeles (UCLA). Er ist sowohl Mitglied des Department of Earth and Space Sciences als auch des Molecular Biology Institute der UCLA. 1969 war er als Gastwissenschaftler am National Museum of Natural History der Smithsonian Institution.
Er ist Direktor des Astrobiology Centre der University of California, Los Angeles (UCLA), und des NASA Astrobiology Center (seit 2003).
1978 erhielt er einen D.Sc. der University of Queensland. Er ist Mitglied der Australischen Akademie der Wissenschaften (1987) und erhielt deren Mawson Medal (1981). Ferner ist er Mitglied der Geological Society of America.
Er forschte über die frühe Evolution der Mollusken und allgemein über die früheste Evolution der Tiere (speziell der Ediacara-Fauna) und wandte früh, Anfang der 1980er Jahre, molekulare Uhren (zum Beispiel RNA-Daten) auf die Frage an, ob die Kambrischen Explosion in der Artenvielfalt ein Artefakt der fossilen Überlieferung oder genuin ist.
1972 führte er mit Kollegen die ausgestorbene Mollusken-Klasse der Schnabelschaler ein.
Runnegar 1984/85 war 1984/85 Präsident der Association of Australasian Paleontologists. Er ist Gründungsherausgeber (1974) der Zeitschrift Alcheringa und Mitglied der American Association for the Advancement of Science.

## Auszeichnungen
- 1981 erhielt er die Mawson Medal der Australischen Akademie der Wissenschaften.
- 2009 erhielt er die Lapworth Medal.
- 2010 erhielt er die Paleontological Society Medal.

## Schriften
- Genes, Sequences and Clocks: Molecular clues to the history of life, in Charles Richard Marshall, J. William Schopf (Herausgeber) Evolution and the molecular revolution, Jones and Bartlett 1996
- Evolution of the earliest animals, in J. William Schopf (Herausgeber) Major events in the history of life, Jones and Bartlett 1992
- mit Mikhail A. Fedonkin Proterozoic Metazoan Body Fossils, in J. William Schopf, Cornelis Klein (Herausgeber) The proterozoic biosphere, Cambridge University Press 1992
- mit J. A. Ferguson Stratigraphy of the Permian and Lower Triassic marine sediments of the Gympie District, Queensland , University of Queensland Press 1969